# Pep Sellés
Pep Sellés, nom amb el que és conegut Josep Albert Sellés i Moya (Alcoi, 1967) és un actor valencià que ha treballat a la televisió, el teatre o el cinema.
Puja per primera vegada a l'escenari l'any 1988 sota la direcció del també alcoià Pep Cortés amb la companyia teatral La Cassola. Sellés passarà per diverses companyies com La Dependent, Bramant teatre, L’Horta, La Pavana o Jácara; així com produccions impulsades per institucions com l'Institut Valencià de Cultura o el Centre Teatral Escalante.
A la televisió ha tingut destacats papers a diverses sèries produïdes per Canal 9 com Herència de sang (1995), Negocis de família (2005), Socarrats (2007-2008), Singles (2008), Da Capo (2009-2010) o Bon dia, bonica (2011). Per a la nova televisió valenciana À Punt ha interpretat papers a La Forastera (2016), Parany (2018), L'Alqueria Blanca (2022) i Desenterrats (2022).
Al cinema ha treballat en projectes com El coche de pedales (2003) de Ramón Barea, Iris (2003) de Rosa Vergés, Martini il Valenciano (2007) i 9 meses (2009) de Miguel Perelló, 1000 maneres de menjar-se un ou (2012) de Rafa Montesinos i Halcón ciego (2018) de Marino Darés.